# 農民の家族の食事
『農民の家族の食事』（のうみんのかぞくのしょくじ、蘭: Een boerenfamilie tijdens de maaltijd、英: A Peasant Family at Meal-time）、または『肉の前での食前の祈り』（にくのまえでしょくぜんのいのり、英: Grace before Meat）17世紀オランダ黄金時代の画家ヤン・ステーンが1665年ごろ、キャンバス上に油彩で制作した絵画である。1910年にジョージ・ソールティングから遺贈されて以来、ロンドン・ナショナル・ギャラリーに所蔵されている。

## 作品

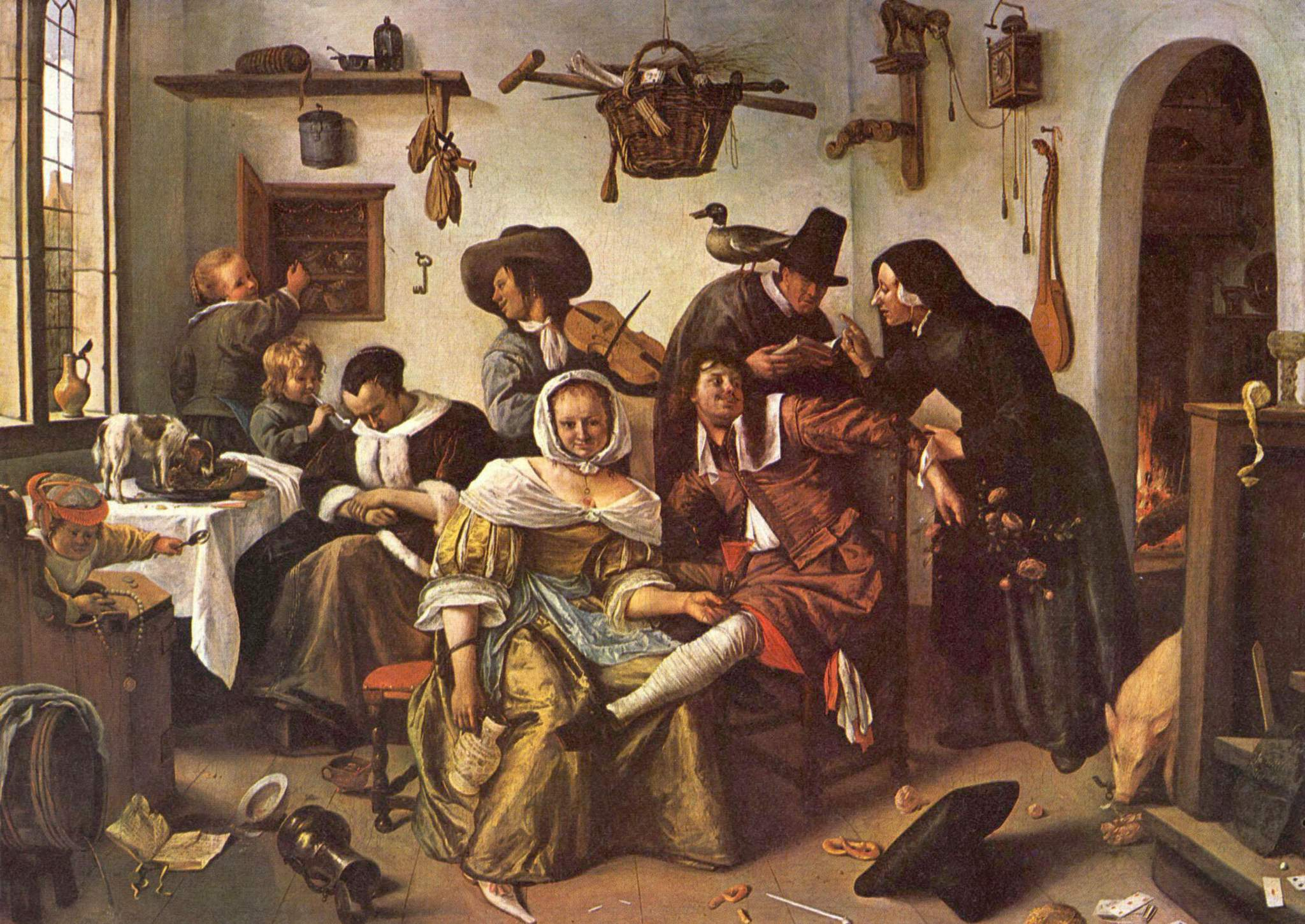
ヤン・ステーン『贅沢に気をつけよ』 (1663年)、美術史美術館、ウィーン

ステーンの絵画は、17世紀半ばのオランダの生活の善悪両面を描いている。彼は画家であっただけでなく、宿屋も営んでいたため、様々な人間を観察する機会があった。画家は悪行の例として乱痴気騒ぎの情景を描き、鑑賞者を笑わせる一方、子供たちを正しく育てる敬虔な良き家族の生活も表した。
本作の静かな暗い部屋では、少女が母親に教えられた通りにまっすぐ前を向いて手を合わせ、食前の祈りを捧げている。身ぎれいにしている母親は慎ましく目を伏せ、スープの壺をかき混ぜている。見えない窓から射し込む陽光が、彼女の髪の毛をたくしいれた白いボネットを照らしている。少女の背後には兄が立ち、手をつば広の帽子の下に入れているが、おそらく祈りをするために合わせられているのであろう。彼は鑑賞者を見つめ、良き家族の例としての彼らを見るように促している。陰の中に座っている父親は、ライ麦パンを切っている。
家族は貧しい。玩具は木靴から作った手製の帆船のみである。食事は少量で、スープの壺は4人の家族分を入れるには小さすぎる。しかし、食事の量がどんなに少なくても、彼らは感謝の言葉を捧げなければならない。エンブレム・ブックと教会は、子供に道徳を教え、正しい道に導くための家族の重要性を強調していた。 
ここには敬虔な家族がいると思われる。しかし、犬に目を留めれば、どうであろう。当時の絵画に登場する床上の食器をなめている犬は、家族がだらしなく、おそらく不道徳であるという象徴である。この解釈に従えば、少女は祈りのことを考えず、スープに目を留めていると解釈することもできる。兄は帽子の下に手を入れているのではなく、ただじっと見ているだけなのかもしれない。両親はどちらも子供たちがすべきことをしているか見ているわけではなく、食べ物をテーブルに置いているだけなのかもしれない。とはいえ、画面に描かれているのが敬虔な家族であるとすれば、犬は単に警告の役割を果たしていると見られる。子供たちがきちんと養育され、規律を教えられなければ、どうなるかということを示しているのである。どちらの解釈をするにしても、それは鑑賞者に委ねられている。
本作には、ステーンが取り入れた様々な新しい技法や、モティーフ、意匠が見られる。画面左下に置かれた壺や鉢の釉薬で輝く表面の質感描写は同郷レイデンの画家ヘラルト・ドウの細密な技法を如実に示している。手を合わせる少女にはピーテル・デ・ホーホの、そして母親の衣服における黄色と青色の取り合わせにはヨハネス・フェルメールの影響がうかがわれる。